# Peromyia edwardsi
Peromyia edwardsi är en tvåvingeart som beskrevs av Berest 1994. Peromyia edwardsi ingår i släktet Peromyia och familjen gallmyggor.
Artens utbredningsområde är Ukraina. Arten är reproducerande i Sverige. Inga underarter finns listade i Catalogue of Life.